# Chomiczówka
Chomiczówka – osiedle i obszar MSI w dzielnicy Bielany w Warszawie.

## Położenie
Chomiczówka znajduje się w południowej części dzielnicy Bielany pomiędzy:
- ul. Księżycową od południa,
- ul. Powstańców Śląskich i ul. W. Reymonta od wschodu,
- ul. Wólczyńską od północy (z wyłączeniem cmentarza Wawrzyszewskiego),
- fosą Fortu Wawrzyszew do skrzyżowania ulic Wólczyńskiej z Nocznickiego od zachodu.

## Historia
- 1830 – powstanie cmentarza Wawrzyszewskiego,
- 1900 – utwardzenie nawierzchni dzisiejszej ulicy Wólczyńskiej (wtedy drogi do Wólki Węglowej),
- 1909 – po parcelacji majątku Wawrzyszew swoją filię otwiera tu firma ogrodniczo-nasienna „Braci Chomicz” (Jan i Józef Chomicz),
- 1920 – Józef Chomicz sprzedaje tu pierwsze place budowlane,
- 21 września 1939 – walki z Niemcami 30 Pułku Strzelców Kaniowskich pod dowództwem mjr. Bronisława Kamińskiego w czasie obrony Warszawy,
- 1946 – Chomiczówka zostaje zelektryfikowana,
- 1951 – włączenie Chomiczówki do Warszawy (do dzielnicy Żoliborz),
- 1975–1980 – budowa osiedli mieszkaniowych: pierwsze 5 domów projekt prof. H. Drewiczewska, D. Małkowska i J. Schmidt, rozbudowa inż. Józef Walewski, Antoni Konopka, Bolesław Lickiewicz i Jan Michta,
- 27 grudnia 1976 – uruchomienie pętli autobusowej przy ul. Conrada,
- 15 września 1983 – erygowanie nowej parafii Matki Bożej Wspomożycielki Wiernych,
- 16 czerwca 1994 – Chomiczówka wchodzi w skład nowo powstałej gminy Bielany, w 2002 w skład dzielnicy Bielany.

## W kulturze masowej
W 2004 artysta Sidney Polak nagrał utwór o osiedlu, na którym się wychowywał w latach 1976–1991.